# Nazionale maschile under 21 di baseball dell'Austria
La nazionale maschile under 21 di baseball austriaca rappresenta l'Austria nelle competizioni internazionali di età non superiore ai ventuno anni.

## Piazzamenti

### Europei
- 2014 :  2°